# Enrique Brown
Enrique Brown ( Alemania, 1928 – Buenos Aires, Argentina,  2003) cuyo nombre de nacimiento era Otto Enrique Ventzke  fue un bailarín y diseñador de vestuario de larga trayectoria en Argentina.

## Carrera profesional
Fue traído a Argentina por su familia cuando tenía 4 años y realizó estudios de ballet con Esmée Bulnes, Esmée Mecha Quintana y Otto Weber, entre otros.
Trabajó en el Teatro Argentino de La Plata como primer bailarín e integró los cuerpos de baile que participaron en diversos filmes:  Adiós pampa mía (1946), La hostería del caballito blanco (1948) y La doctora quiere tangos (1949). En la década de 1950 se desempeñó en espectáculos de revistas en los teatros Teatro Maipo y El Nacional acompañando, entre otras vedettes, a Nélida Roca y Maruja Montes. 
En 1956 intervino como bailarín en el filme Estrellas de Buenos Aires  (1956) y tuvo el rol de Johnny en Sección desaparecidos (1958) dirigido por Pierre Chenal. A mediados de la década de 1960 dejó el baile y comenzó a desempeñarse como vestuarista en el Teatro Maipo, donde diseñó la ropa de Nélida Lobato y Antonio Gasalla, entre otros. También tuvo ese rol en espectáculos encabezados por Nito Artaza, Moria Casán y Miguel Ángel Cherutti.
Falleció en Buenos Aires en 2003.